# めだまサイクル
「めだまサイクル」は全研本社が運営する、目の疲れをテーマとしたWEBサイトである。

## 概要
デスクワークによる目の疲れをテーマとしたWEBサイトで、アスタリール株式会社による取材協力がされている。
眼精疲労に関する解説がされているほか、目の疲れが引き起こされるメカニズムに関する実験やデスクワーカーへのアンケートの記事が存在する。
各コンテンツは、オンライン眼科の編集長であるdoctorKによる監修がされている。

## サイト
サイトの構成は以下のようになっている。
- Step1【問題の発見】～デスクワークで起きる体調不良あるある～
- Step2【原因の分析】～ほとんど疲れ目はこうして起きる～
- Step3【最適な対処】～疲れ目症状別のおすすめ栄養素～
- Step4【ステップアップ】デスクワーカーに聞いたパソコン疲れ対策